# Coppa Italia (Eishockey) 2010/11
Die Saison 2010/11 war die 15. Austragung des italienischen Pokalwettbewerbs im Eishockey. Titelverteidiger war Ritten Sport. Erstmals wurde der HC Pustertal Pokalsieger, der sich im Finale in Bozen vor 3.150 Zuschauern mit 6:1 gegen den Ritten Sport durchsetzte. Für den HC Pustertal war es zudem der erste Titelgewinn überhaupt in der Vereinsgeschichte.

## Modus
Der Italienpokal wurde im Vergleich zu den letzten Jahren umstrukturiert. Für die Finalrunde am 22. und 23. Januar qualifizieren sich die drei Erstplatzierten A1-Mannschaften nach der ersten Hin- und Rückrunde und der Erstplatzierte der A2 nach der ersten Hin- und Rückrunde. Die Finalrunde, an der zum ersten Mal ausschließlich Südtiroler Teams teilnahmen, wurde am 22. und 23. Januar 2010 zum dritten Mal in der Bozener Eiswelle ausgetragen.

## Teilnehmende Mannschaften
| Serie A1 - HC Alleghe - Asiago Hockey - HC Bozen - SG Cortina - SHC Fassa - SG Pontebba - Ritten Sport - HC Pustertal - HC Valpellice | Serie A2 - EV Bozen 84 - HC Eppan Pirates - HC Gherdëina - HC Meran Junior - Hockey Milano Rossoblu - HC Neumarkt Wild Goose - HC Real Turin - SV Kaltern - WSV Sterzing Broncos |

### Halbfinale
Der HC Pustertal musste bei der Halbfinalbegegnung auf den verletzten Torwart Tommi Nikkilä und Angreifer Thomas Erlacher verzichten. Die Ladiner konnten indes aus dem Vollen schöpfen und verstärkten sich für das Halbfinale zudem mit dem Importquartett des Ligakonkurrenten HC Eppan Pirates (Jon Coleman, Jaroslav Špelda, Peter Campbell und Steven Kaye). Im ersten Halbfinalspiel konnte sich der Erstligist HC Pustertal gegen den Zweitligisten HC Gherdeina deutlich mit 8:2 durchsetzen. Während HCP-Stürmer Joe Jensen und Rob Sirianni mit einem Hattrick glänzten, kamen Taggart Desmet und Fredrik Persson auf der einen Seite und Patrick Wallenberg und Jarad Bourassa auf der Anderen zu jeweils einen Treffer. Der HC Pustertal qualifizierte sich somit fürs Endspiel. Nach Spielende wurden HCP-Goalie Mikko Strömberg als bester Torhüter und Rob Sirianni und Patrick Wallenberg als beste Feldspieler ausgezeichnet.
| 22. Januar 2010 17:00 Uhr | HC Pustertal | 8:2 (3:1, 3:0, 2:1) | HC Gherdëina | Eiswelle, Bozen Zuschauer: 2.850 |

Im Abendspiel standen sich der Titelverteidiger Ritten Sport und der Rekordmeister HC Bozen gegenüber. Während bei Bozen die erkrankten Matt Zaba, Rosario Ruggeri und Nick Mazzolini fehlten, musste Ritten auf Dan Tudin (Fingerverletzung), Fritz Ploner und Josef Niederstätter verzichten. Ritten Sport löste schlussendlich dank eines 5:2-Erfolges das Finalticket. Für Ritten Sport trafen Luca Ansoldi, Matteo Rasom, Thomas Spinell, Markus Hafner und Emanuel Scelfo, für Bozen Giulio Scandella und Mika Lehtinen.
| 22. Januar 2010 20:30 Uhr | Ritten Sport | 5:2 (0:0, 1:1, 4:1) | HC Bozen | Eiswelle, Bozen Zuschauer: 4.000 |

### Finale
Beim Finalspiel standen sich gleich wie im Vorjahr der HC Pustertal und Ritten Sport gegenüber. Während es für Ritten Sport um die Titelverteidigung ging, konnte der HC Pustertal sich mit einem Sieg erstmals überhaupt eine Trophäe sichern. Der HC Pustertal musste gleich wie am Vortag ohne den verletzten Torwart Tommi Nikkilä und Angreifer Thomas Erlacher antreten. Bei Ritten Sport fehlte neben den verletzten Dan Tudin und Fritz Ploner auch der gesperrte Luca Ansoldi. Vor insgesamt 3.150 Zuschauern – darunter etwa 1.500 aus dem Pustertal – setzte sich der HC Pustertal mit 6:1 durch. In der fünften Spielminute eröffnete Joe Cullen für den Tabellenführer den Torreigen, ehe Kevin Baker wenig später den Ausgleichstreffer erzielte. Im zweiten Spielabschnitt zogen die „Wölfe“ davon: Ein Doppelschlag innerhalb von 14 Sekunden durch Rob Sirianni und Joe Cullen brachte sie auf die Siegerstraße. Gegen Mitte der Begegnung erhöhte erneut Top-Scorer Rob Sirianni auf 4:1. Acht Minuten vor der Schlusssirene traf Max Oberrauch, bevor Nate DiCasmirro genau eine Minute vor Ende den 6:1-Endstand besiegelte. Somit gewann der HC Pustertal zum ersten Mal in der Vereinsgeschichte einen Titel. Nach Spielende wurden Mikko Strömberg als bester Torhüter sowie Joe Cullen auf Seiten des HC Pustertal und Lorenz Daccordo auf Seiten von Ritten Sport als beste Feldspieler ihres Teams ausgezeichnet. Rob Sirianni erhielt die „Most Valuable Player“-Trophäe der Italienpokal-Endrunde.
| 23. Januar 2010 20:30 Uhr | HC Pustertal | 6:1 (1:1, 3:0, 2:0) | Ritten Sport | Eiswelle, Bozen Zuschauer: 3.150 |

## Kader des italienischen Pokalsiegers
| Italienischer Pokalsieger HC Pustertal | Torhüter: Mikko Strömberg, Hannes Hopfgartner, Tommi Nikkilä, Philipp Kosta Verteidiger: Fredrik Persson, Armin Hofer, Christian Willeit, Daniel Glira, Matt Kelly, Armin Helfer, Christian Mair Angreifer: Max Oberrauch, Lukas Tauber, Joe Jensen, Thomas Pichler, Patrick Bona, Thomas Erlacher, Alex Frei, Joe Cullen, Nate DiCasmirro, Taggart Desmet, Rob Sirianni, Lynn Loyns Trainerteam: Stefan Mair, Teppo Kivelä |